# Дэвис, Стюарт
Стюарт Дэвис (англ. Stuart Davis; 1894, Филадельфия — 1964, Нью-Йорк) — американский художник, представитель кубизма и поп-арта в живописи.

## Жизнь и творчество
Отец художника, Эдвард В. Дэвис был ответственным редактором отдела искусства «Филадельфия Пресс» и тесно сотрудничал с такими мастерами кисти, как Джон Слоан, Джордж Лакс, Роберт Генри и Уильям Глакенс. Его сын Стюарт изучал живопись с 1910 по 1913 год в нью-йоркской школе искусств Генри.
В это же время молодой художник подпадает под сильное влияние «hot music», часто посещает джаз-бары на Сан Хуан Хилл, и эти впечатления становятся основной темой в его художественном творчестве того времени. В 1913 году несколькими своими картинами принимает участие в выставке современного искусства Эрмори шоу в Нью-Йорке; С. Дэвис был самым молодым из участников экспозиции.
В последующие годы сотрудничал с журналом «Харперс Уикли», создавал для него титульные листы. В 1917 году — первая персональная выставка в галерее Шеридан Сквер (Нью-Йорк). В 1927/1928 годах предпринимает поездку в Мексику и в Париж. В 1931 году преподаёт на курсах Студенческой лиги искусств (Art Students League). На следующий год делает настенную живопись для городского Радио Мьюзик Холл. После 1940 года преподаёт в Новой школе социальных исследований.
В 1945 году нью-йоркским Музеем современного искусства организуется ретроспектива работ Дэвиса. В 1956 году он принимает участие в биеннале в Венеции. Вплоть до своей смерти Стюарт Дэвис жил и работал в Нью-Йорке.

## Галерея

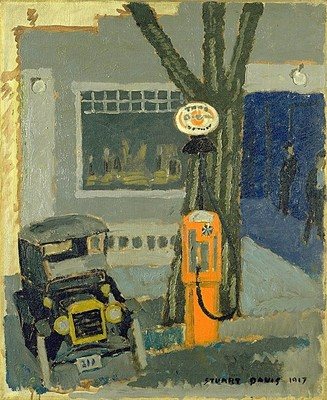
1917: „Гараж №. 1“
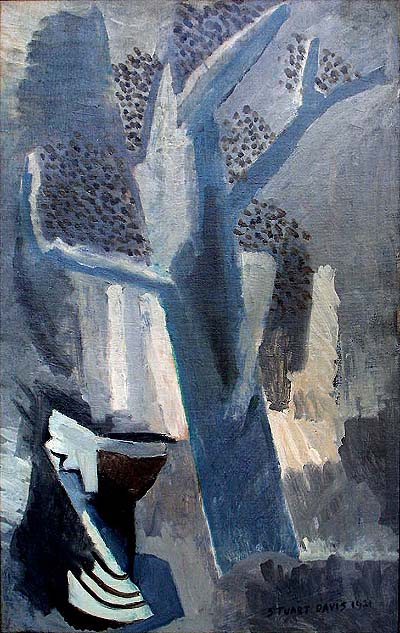
1921: Дерево и урна
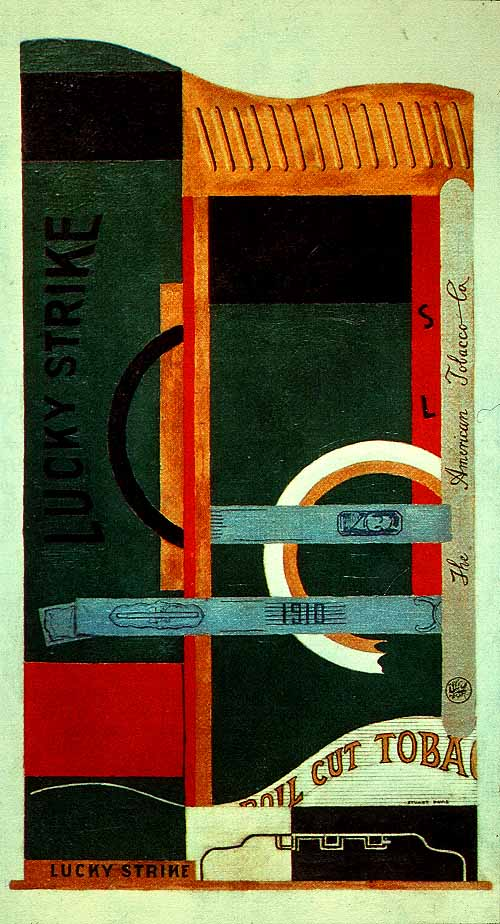
1921: „Лаки Страйк“
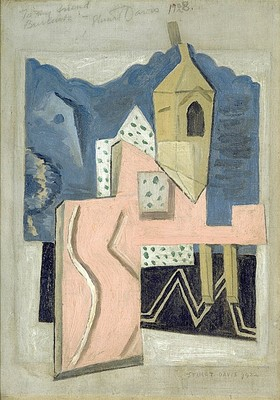
1922: „Колокольня и улица“